# Бяло джудже
Бяло джудже  се нарича звезда с маса, непревишаваща границата на Чандрасекар, лишена от собствен източник на термоядрена енергия.
Белите джуджета са компактни звезди с маси, сравними с тази на Слънцето, но с радиуси стотици пъти и светимост съответно десетки хиляди пъти по-малки от слънчевите. Плътността на белите джуджета е от порядъка на 109 kg/m3 – милиони пъти по-висока от тази на звездите от главната последователност. Броят на белите джуджета е около 3 – 10% от звездите в галактиката. Те светят бледо.

## История

### Откриване на белите джуджета
През 1844 г. Директорът на Кьонингсбергската обсерватория Фридрих Бесел (Friedrich Bessel) открил, че Сириус, най-ярката звезда на северното небе, периодично, макар и много слабо, се отклонява от праволинейната си траектория на движение по небесната сфера. Бесел стигнал до извода, че Сириус трябва да има невидим „тъмен“ спътник. Нещо повече, периодът на завъртане на двете звезди около общия Център на тежестта би трябвало да е от порядъка на 50 години. Съобщението било посрещнато скептично, понеже тъмният спътник оставал ненаблюдаем, а масата му би трябвало да бъде достатъчно голяма – сравнима с масата на Сириус.
През януари 1862 г. Алвън Греъм Кларк (Alvan Graham Clark), докато изпитва в Кеймбридж, Масачузетс, новия 470 mm рефракторен телескоп (изработен от семейната му фирма Alvan Clark & Sons, най-големият в света за това време), открива слаба звезда в непосредствена близост до Сириус. Това бил тъмният спътник на Сириус – Сириус B, предсказан от Бесел. Температурата на повърхността на Сириус B е 25 000 K. Като се вземе предвид необикновено ниската светимост, става ясно, че тази звезда е с много малък радиус и крайно висока плътност – 3x109 kg/m3 (плътността на Сириус е ~250 kg/m3, а тази на Слънцето ~100 kg/m3). През 1917 г. Адриан Ван Маанен открил следващото бяло джудже – Звездата на Ван Маанен в съзвездието Риби.

### Парадокс на плътността
В началото на ХХ век Херцшпрунг и Ръсел открили закономерност между спектралния клас (т.е. температурата) и светимостта на звездите – диаграма на Херцшпрунг-Ръсел. Оказало се, че цялото разнообразие от звезди се разпределят в два клона: главната последователност и червени гиганти. През 1910 г., в хода на работата по натрупване на данни за разпределението на звездите по спектрален клас и светимост, Ръсел се обърнал към професор Е. Пикъринг. Ето как самият Ръсел описва последвалите събития:
Удивлението на Ръсел е напълно разбираемо: 40 Еридан В се отнася към относително близките звезди и по наблюдавания паралакс може достатъчно точно да се определи разстоянието до нея, а съответно и светимостта. За 40 Еридан В тя се оказва анормално ниска за спектралния ѝ клас. Белите джуджета образували нова област в диаграмата на Херцшпрунг-Ръсел. Такова съчетание на светимостта, масата и температурата било непонятно и не намирало обяснение в рамките на стандартните модели, разработвани през 20-те години на ХХ век, за структурата на звездите в главната последователност.
Високата плътност на белите джуджета оставала необяснима в рамките на класическата физика и астрономията открила обяснение само в рамките на квантовата механика след излизането на статистиката на Ферми-Дирак. През 1926 г. Ралф Фаулър в стаията си „Плътна материя“ (на английски: „Dense matter“, Monthly Notices R. Astron. Soc. 87, 114 – 122) показва, че за разлика от звездите от главната последователност, за които уравнението на състоянието се базира на модели на идеалния газ (стандартния модел на Едингтън), при белите джуджета плътността и налягането на веществото се определя от свойствата на изродения газ и електронния газ.
Следващ етап в обяснението на природата на белите джуджета стават трудовете на Я.И.Френкел и Чандрасекар. През 1928 г. Френкел доказва, че при белите джуджета трябва да има краен предел на масата, а през 1930 г. Чандрасекар в труда си „Максималната маса на идеалните бели джуджета“ (на английски: „The maximum mass of ideal white dwarfs“, Astroph. J. 74, 81 – 82) доказва, че белите джуджета с 1,4 пъти по-голяма маса от слънчевата са неустойчиви (граница на Чандрасекар) и би трябвало да колабират.

## Произход на белите джуджета
Решението на Фаулър обяснява вътрешния строеж на белите джуджета, но не изяснява механизма на произхода им. Ключова роля в тази насока изиграват две идеи: мнението на Е.Епик, че червените гиганти се образуват от звезди от главната последователност в резултат на изгаряне на ядреното гориво и предположението на В. Г.Фесенков, направено скоро след Втората световна война, че звездите от главната последователност би трябвало да губят маса, което би трябвало да оказва съществено влияние в еволюцията на звездите. Тези предположения напълно се потвърдили.

### Тройна хелиева реакция и изотермични ядра на червените гиганти
В еволюцията на звездите от главната последователност съществува процес на „изгаряне“ на водорода – термоядрен синтез, при което се образува хелий (виж цикъл на Бет, т.нар CNO цикъл). Това изгаряне води към спиране на отделянето на енергия в централните части на звездите, следва компресия и съответно повишаване на температурата и плътността в ядрото ѝ. Ръстът на тези величини води към условия, при които се активира нов източник на термоядрена енергия: изгаряне на хелий (тройна хелиева реакция или троен алфа синтез), характерно за червените гиганти и свръхгигантите.
При температура от порядъка на 108 K кинетичната енергия на хелиевите ядра става достатъчно висока за преодоляване на електростатичното отблъскване между тях: две ядра на хелия (алфа частици) могат да се слеят с образуване на нестабилния изотоп на берилия Be8:
He4 + He4 = Be8
По-голямата част от Be8 отново се разпада на две алфа частици, но при сбллъсък на Be8 с високоенергетични алфа-частици може да се образува стабилно ядро на въглерода C12:
Be8 + He4 = C12 + 7,3 MeV
Независимо от много ниската равновесна концентрация на Be8 (например при температура ~108 K отношението на концентрациите е [Be8]/[He4] ~10-10), скоростта на такава тройна хелиева реакция  се оказва достатъчна за достигане на ново равновесие в горещото ядро на звездите. Зависимостта на енергоотделянето от температурата в тройната хелиева реакция е крайно висока. Така за температурния диапазон {\displaystyle T} ~1 – 2•108 K енергоотделянето {\displaystyle \varepsilon _{3\alpha }} е:
{\displaystyle \varepsilon _{3\alpha }=10^{8}\rho ^{2}Y^{3}*\left({T \over {10^{8}}}\right)^{30}}, където {\displaystyle Y} е частичната концентрация на хелия в ядрото (в разглеждания случай „изгарянето“ на водорода е близко до единица).
Следва да се отбележи, че тройната хелиева реакция се характеризира със значително по-малко енергоотделяне отколкото CNO цикъла: превърнато в единица маса, енергоотделянето при „горенето“ на хелия е повече от 10 пъти по-ниско, отколкото при „горенето“ на водорода. Вследствие на изгарянето на хелия и изчерпване на източника на енергия, в ядрото стават възможни и по-сложни реакции на термоядрен синтез. Първо, за такива реакции е нужна още по-висока температура и второ, енергоотделянето на единица маса в тези реакции се понижава пропорционално на големината на масовите числа на ядрата, встъпващи в реакцията.
Допълнителен фактор, който видимо влияе на еволюцията на ядрата на червените гиганти, е съчетание на високата температурна чувствителност на хелиевата реакция (виж. фиг. 3) и реакция на синтез на по-тежки ядра чрез механизма на неутринното охлаждане: при високи температури и налягане е възможно попадане на фотони върху електрони с образуване на двойка неутрино-антинеутрино, която безпроблемно отнася енергията от ядрото – за тях звездата е прозрачна. Скоростта на такова обемно неутринно охлаждане, за разлика от класическото повърхностно фотонно охлаждане, не е ограничена от скоростта на предаване на енергията от недрата на звездата към фотосферата ѝ. В резултат на реакцията на термоядрен синтез в ядрото се образува изотермично ядро. (фиг.4)
В случаите, когато червеният гигант е с относително неголяма маса (от порядъка на слънчевата), изотермичното ядро се състои основно от хелий, а при по-масивни звезди – от въглерод и по-тежки елементи. Във всеки отделен случай обаче, плътността на такова изотермично ядро е толкова висока, че разстоянията между електроните, образуващи ядро от плазма, стават съизмерими с дължината на вълните на дьо Бройл {\displaystyle \lambda =h/mv}, което изпълнява условията за израждането на електронния газ. Изчисленията показват, че плътността на изотермичните ядра съответства на плътността на белите джуджета, т.е. на ядрата на червените гиганти.
На фотограгията на кълбовидния звезден куп NGC 6397 (фиг. 5) се идентифицират бели джуджета от двата типа: хелиеви бели джуджета, възникващи в еволюцията на по-малко масивни звезди и въглеродни бели джуджета – резултат от еволюцията на звезди с по-голяма маса.

### Загуба на маса от червените гиганти и изхвърляне на обвивките им
Термоядрените реакции в червените гиганти не протичат само в ядрото. В сравнение с изгарянето на водорода, което е само там, термоядреният синтез на хелия се разпростира във все още богати на водород области от звездата, като образува сферичен слой на границата на зони с високо и ниско водородно съдържание. Аналогична ситуация възниква и при тройната хелиева реакция: освен в ядрото, тя се съсредоточава също и в сферичния слой на границата между бедни и богати на хелий области. Светимостта на подобни звезди с такива „двуслойни“ области на термоядрен синтез нараства значително. Тя достига порядък от няколко хиляди слънчеви светимости, при което самата звезда се „раздува“, увеличавайки диаметъра си до размерите на Земната орбита. Зоната на термоядрен синтез на хелий се издига към повърхността на звездата. Веществото, намиращо се навътре от тази зона представлява 70% от звездната маса. „Раздуването“ се съпровожда от интензивно отделяне на веществото от повърхността на звездата. Такива обекти се наблюдават като протопланетарна мъглявина (виж. фиг. 6).
Подобни звезди са явно нестабилни и през 1956 г. Йосиф Шкловски предлага механизъм за образуването на планетарните мъглявини чрез загуба на обвивките на червените гиганти. В този процес изотермичните им изродени ядра раждат бели джуджета.
Точният механизъм на загуба на маса и външни слоеве на тези звезди е все още неясен, но може да се упоменат следните фактори, които вероятно дават своя принос в загубата на обвивката:
- В общирните звездни обвивки могат да се развиват неустойчивости, водещи към силни колебателни процеси, съпроводени с изменение в термичния режим на звездата. На фиг. 6 ясно са видими разликите в плътността на изхвърлената звездна материя, които могат да бъдат резултат от такива колебания.
- Вследствие на йонизация на водорода в области, разположени по-ниско от фотосферата, може да се развие силна конвекционна неустойчивост. Аналогична природа има слънчевата активност, но в случая силата на конвекционните потоци значително превъзхожда слънчевата.
- При крайно висока светимост, съществено става светлинното налягане на потока на излъчване върху външните слоеве от звездата. По изчисления това може да доведе до загуба на обвивката за няколко хиляди години.

Така или иначе, определен период на относително спокойно разсейване на вещество от повърхността на червените гиганти завършва със загубата на техните обвивки и оголването на ядрата им. Така изхвърлената обвивка се наблюдава като планетарна мъглявина (виж. фиг. 7). Скоростта на разширение на планетарната мъглявина е десетки хиляди километра в секунда, т.е. близки до параболичната скорост за повърхността на червените гиганти. Това служи за допълнително потвърждение на произхода на „излишъка на маса“ при червените гиганти.
Предложеният от Шкловски сценарий за края на еволюцията на червените гиганти е общоприет и подкрепен от много наблюдателни данни.

## Физика и свойства на белите джуджета
Както вече бе посочено, масата на белите джуджета е от порядъка на слънчевата, но размерите са по-малки от стотна част (и даже по-малки) от слънчевия радиус, т.е. плътността на веществото в белите джуджета е необичайно висока и е {\displaystyle \rho \sim 10^{8}-10^{1}2} kg/m3. При такава плътност електронната обвивка на атомите се разрушава и веществото представлява електронно-ядрена плазма, при което електронната съставка е изроден електронен газ. Налягането Р на такъв газ се подчинява на следната зависимост:
{\displaystyle P=K\rho ^{5/3}},
където {\displaystyle \rho } – е плътността, т.е. за разлика от уравнението на Клайперон за идеалния газ, за изродения електронен газ в уравнението на състоянието температурата не се взема предвид. Така при белите джуджета, за разлика от звездите от главната последователност, не съществува зависимост маса-светимост.

### Зависимост маса-радиус и граница на Чандрасекар
Горепосоченото уравнение е валидно за състоянието на охладен електронен газ, но дори температурата от няколко милиона градуса. Едновременно това, при нарастване на плътността на веществото, поради принципа на Паули (два електрона не могат да имат едно и също квантово състояние, т.е. еднаква енергия и спин), енергията и скоростта на електроните нараства толкова, че започват да действат принципите на теорията на относителността – изроденият електронен газ става релативистичен. Зависимостта на налягането {\displaystyle P} на релативистичния изроден електронен газ от плътността е вече друга:
{\displaystyle P=K\rho ^{4/3}}
За такова уравнение на състоянието се получава интересна ситуация. Средната плътност на бялото джудже е
{\displaystyle \!\rho \sim M/R^{3}},
където {\displaystyle \!M} – маса, а {\displaystyle \!R} – радиус на бялото джудже.
Тогава налягането
{\displaystyle P\sim M^{4/3}/R^{4}}
и силата на налягането, противодействащо на гравитацията е равна на понижението на налягането в дълбочина:
{\displaystyle {P \over R}\sim {{M^{4/3}} \over {R^{5}}}}
Гравитационните сили, противодействащи на налягането:
{\displaystyle {{\rho GM} \over {R^{2}}}\sim {{M^{2}} \over {R^{5}}}},
т.е. въпреки че понижаването на налягането и гравитационните сили еднакво зависят от радиуса, те имат различна зависимост от масата – {\displaystyle \!\sim M^{4/3}} и {\displaystyle \!\sim M^{2}} съответно. Следствие от такова отношение е значението на звездната маса. Тъй като гравитационните сили зависят от масата по-силно, отколкото от понижението на налягането, при увеличение на масата на бялото джудже неговият радиус намалява (виж. фиг. 8). Друго следствие е, че ако масата превишава определена граница, то звездата попада в гравитационен колапс.
Следователно, за белите джуджета съществува горна граница на масата (граница на Чандрасекар). Интересно е, че за наблюдаваните бели джуджета съществува подобен долна граница: доколкото скоростта на еволюция на звездите е пропорционална на масата им, ние можем да наблюдаваме бели джуджета с ниска маса, които са остатъци от звезди, еволюирали още от началния период на звездообразуване във Вселената до наши дни.

### Особености на спектрите
Спектрите на белите джуджета силно се отличават от спектрите на звездите от главната последователност и от гигантите. Тяхна основна особеност е неголям брой силно разширени линии на поглъщане, а някои бели джуджета (от спектрален клас DC) въобще не съдържат забележими линии на поглъщане. Малкото число на линиите на поглъщане в спектрите на звездите от този клас обяснява много силно разширение на самите линии: само най-силните линии на поглъщане, разширявайки се, са достатъчно интензивни, че да останат забележими, а слабите, с малка интензивност, практически се сливат с непрекъснатия спектър.
Особеностите в спектрите на белите джуджета се обяснява с няколко фактора. Първо, поради високата плътност на белите джуджета ускорението на свободното падане на повърхността им е ~104 m/s2, което на свой ред води към малки размери на фотосферите им, огромна плътност и налягане в тях и разширение на линиите на поглъщане. Друго следствие на силното гравитационно поле на повърхността е гравитационното червено отместване на линиите в спектрите им, еквивалентно на скорост от няколко десетки километра в секунда. Второ, при някои бели джуджета, притежаващи силни магнитни полета, се наблюдава силна поляризация на излъчваните електромагнитни вълни и разцепване на спектралните линии вследствие на ефекта на Зееман.

## Астрономически феномени с участие на белите джуджета

### Рентгеново излъчване на белите джуджета
Температурата на повърхността на младите бели джуджета (изотропните ядра на звездите след изхвърлянето на обвивките им) е много висока – повече от 2•105 K. Тя обаче достатъчно бързо пада за сметка на неутринното охлаждане и излъчването от повърхността. Такива млади бели джуджета се наблюдават в рентгеновия диапазон (например наблюдаваното бяло джудже HZ 43 от спътника ROSAT).
Температурата на повърхността на най-горещите бели джуджета е 7•104 K, а на най-студените – ~5•103 K.
Особеност в излъчването на белите джуджета в рентгеновия диапазон е фактът, че основен източник на рентгеновото излъчване за тях е фотосферата, което рязко ги отличава от „нормалните“ звезди. При последните рентгеновото излъчване е от короната, нагрята до няколко милиона келвина, докато температурата на фотосферата е твърде ниска, за да излъчва рентгенови лъчи. (виж фиг. 9)
В отсъствие на акреция, източник на светимостта на белите джуджета е запасът от топлинна енергия на йоните в недрата им. Затова светимостта зависи от възрастта им. Количествената теория за изстиването на белите джуджета е създанена в края на 40-те години на ХХ век от С. А. Каплан.

### Акреция върху белите джуджета в двойни системи
- Нестационарна акреция върху белите джуджета има в случай, че компаньонът им е масивно червено джудже. Тя води до възникване на нови свезди – джуждета (звезди от типа U Gem (UG)) и новоподобни катаклизмични променливи звезди
- Акрецията върху белите джуджета, притежаващи силно магнитно поле, се насочва в районите на магнитните полюси на бялото джудже и циклотронния механизъм на излъчване на акретираща плазма в околополярните области на полето предизвикват силна поляризация на лъчението във видимата област.
- Акрецията на богато на водород вещество върху белите джуджета води към натрупването му на повърхността (състояща се предимно от хелий) и загряване до температурата на реакцията на синтез на хелий. В този случай, при развиването на топлинна неустойчивост се стига до взрив, наблюдаван като избухване на нова.
- Достатъчно дълга и интензивна акреция на вещество върху масивни бели джуджета води към преминаване на тяхната граница на Чандрасекар и гравитационен колапс, което се наблюдава като избухване на свръхнова от типа Iа (виж. Фиг. 10).